# Wolfgang Edelstein
Wolfgang Edelstein (* 15. Juni 1929 in Freiburg im Breisgau; † 29. Februar 2020 in Berlin) war ein deutscher Sozial- und Erziehungswissenschaftler und Direktor am Max-Planck-Institut für Bildungsforschung.

## Leben
Edelstein wuchs in Island auf, nachdem seine Familie 1937/38 wegen ihrer jüdischen Herkunft emigrieren musste. Hier besuchte er die ihn prägende isländische 9-jährige Grundschule und absolvierte am Gymnasium in Reykjavík sein Abitur. Nach seinem Studium der Linguistik und Philosophie in Grenoble und Paris wurde er 1954 zunächst Lehrer und 1961 Studienleiter an der Odenwaldschule in Ober-Hambach. Er bezeichnete diese Zeit als die „wichtigsten Lehrjahre seines Lebens“. Von den späteren Vorgängen an der Odenwaldschule distanzierte er sich sehr früh und eindeutig.
1962 wurde er an der Ruprecht-Karls-Universität Heidelberg in Mittellateinischer Philologie promoviert. 1963 ging er als wissenschaftlicher Mitarbeiter von Hellmut Becker an das neu gegründete Institut für Bildungsforschung in der Max-Planck-Gesellschaft in Berlin. 1971 wurde er zum wissenschaftlichen Mitglied der Max-Planck-Gesellschaft und 1981 zum Direktor des Forschungsbereichs „Entwicklung und Sozialisation“ am Institut berufen. Das längsschnittliche Projekt 'Individuelle Entwicklung und soziale Struktur' erforschte interdisziplinär den Effekt der raschen industriellen Entwicklung Islands auf die Entwicklung von Kindern von 7 bis 21 Jahren in mehreren Erhebungswellen, insbesondere um Stadt- und Landkinder im Bereich kognitive, moralische, grafisch-visuelle und Persönlichkeitsentwicklung zu vergleichen. Seine Doktoranden, die aus dem Projekt hervorgegangen sind, waren z. B. Eberhard Schröder, Bernd Schellhas und Christiane Lange-Küttner. Von 1966 bis 1984 war er Chief Scientific Adviser des isländischen Kultusministeriums und dort maßgeblich an der Reform des Schulsystems beteiligt. 1980 war er Gastprofessor an der Harvard University und arbeitete dort auch mit Lawrence Kohlberg an Fragen der Moralentwicklung und moralischen Erziehung. Er war verheiratet mit der Wissenschaftlerin und Psychologin Monika Keller, die zur moralischen Entwicklung beim Kind und dessen Freundschaftskonzepten veröffentlicht hat. Anfang der 1990er Jahre war er Mitglied des Gründungssenats der Universität Potsdam und entwickelte dort gemeinsam mit Ulrich Herrmann das 'Potsdamer Modell für Lehrerbildung'. Bis zu seiner Emeritierung 1997 blieb er Mitglied des Kollegiums des Max-Planck-Instituts für Bildungsforschung. Eine Bibliographie seiner Schriften bis 1997 ist in einem Band mit den Reden zu seiner Emeritierung enthalten.
Er war Mitinitiator des Modellprogramms „Demokratie leben & lernen“ der Bund-Länder-Kommission für Bildungsplanung und Forschungsförderung (BLK) sowie Gründer und Vorsitzender der Deutschen Gesellschaft für Demokratiepädagogik e. V. Edelstein gab wichtige Anstöße bezüglich der Inklusion und Teilhabebeeinträchtigung: Aus positiven Erfahrungen der Anerkennung entwickele sich Stärke zum eigenen Engagement in der demokratischen Gesellschaft. 2006 gehörte er zu den Unterstützern der „Berliner Erklärung“ der Initiative Schalom5767 – Frieden 2006, die für eine Palästina-Politik entsprechend den Grundsätzen des Humanismus und des Völkerrechts eintritt. 2012 erhielt er den Theodor-Heuss-Preis.

## Ehrungen und Auszeichnungen
- Ehrendoktorwürde der Sozialwissenschaften der Universität Island
- Honorarprofessur an der FU Berlin
- Honorarprofessur an der Universität Potsdam
- Verdienstkreuz 1. Klasse des Verdienstordens der Bundesrepublik Deutschland (2005)[18]
- Hildegard Hamm-Brücher-Förderpreis für Demokratie lernen und erfahren 2009
- Theodor-Heuss-Preis (2012)

## Schriften (Auswahl)
- Odenwaldschule. Eine differenzierte Gesamtschule. Entwicklung und Struktur. (= Erziehung und Unterricht heute, Band 8). Hirschgraben, Frankfurt a. M. 1967.
- mit Fritz Oser, Peter Schuster: Moralische Erziehung in der Schule. 2001, ISBN 3-407-25246-3
- mit Gertrud Nunner-Winkler: Morality in Context, 2005, ISBN 0-444-52078-3
- mit Gertrud Nunner-Winkler, Gil Noam: Moral und Person. 1993, ISBN 3-518-28647-1
- mit Gerhard de Haan, Angelika Eikel: Qualitätsrahmen Demokratiepädagogik, 2007, ISBN 3-407-25471-7
- mit Jürgen Habermas (Hrsg.): Soziale Interaktion und soziales Verstehen. Beiträge zur Entwicklung der Interaktionskompetenz.  1983, ISBN 3-518-28046-5
- mit Ines Fögen, Tobias Diemer: Demokratiepädagogik im Bildungssystem der Bundesrepublik Deutschland. Zur Verankerung demokratiepädagogischer Konzepte und Ansätze. Freudenberg Stiftung,  Hamburg, Berlin, Weinheim 2009. OCLC 935926819.

Interviews
- Interview mit Wolfgang Edelstein zu Partizipation
- „Das Schulsystem ist demokratiewidrig“, auf bildungsklick.de, vom 15. November 2007
- Für Verantwortung und Mitgestaltung, gegen Angst und Gehorsam, 19. September 2006